# Milly Gramberg
Melanie Cornelia (Milly) Gramberg, later Milly Odufré of Milly Odufré-Gramberg (Den Haag, 27 mei 1938), is een Nederlandse ballerina.
Ze is dochter van de militair Pieter Ernst Gramberg en amateurtekenaar Margot Melanie Koot. Ze is van Indische komaf, zonder daar geboren te zijn.
Haar carrière startte eigenlijk na de Tweede Wereldoorlog. Ze moest op heilgymnastiek. De lerares gaf ook balletles. Ze kreeg haar opleiding in de vakklas aan de balletschool van H. Muller-Van Gijen (Johanna Ida van Gijen) met choreograaf Hanny Bouman. Ze stond voor het eerst op de planken als lid van een examenklasje in 1952 in de Koninklijke Schouwburg, toen nog als leerling en samen met Jan Rombach viel zij positief op. Het volgend jaar was ze te zien in het Haga-ballet, voortgekomen uit de vakklas van genoemde opleiding.
Milly Gramberg was vanaf 1957 verbonden aan het Ballet van De Nationale Opera onder leiding van Françoise Adret. Dit balletgezelschap was in 1947 opgericht om balletten voor de Operastichting te verzorgen. In 1959 fuseerde het Ballet van de Nederlandse Opera met het Ballet der Lage Landen tot het Amsterdams Ballet. Vanaf het seizoen 1958 danste Gramberg bij het Nederlands Ballet. In 1959 was zij medeoprichtster van het Nederlands Dans Theater waar zij tot 1966 aan verbonden bleef. Het Danstheater bestond in de beginjaren uit zeventien dansers, onder hen dansers als Jaap Flier, Rudi van Dantzig, Alexandra Radius, Hannie van Leeuwen en Marianne Hilarides. Hierna was zij nog zes jaar verbonden aan het Danstheater in Den Haag.
In 1964 trouwde zij met regisseur Joes Odufré die veel tv-registraties van balletvoorstellingen maakte. Nadat zij als erkend danspedagoge in 1967 een balletschool in Soest was begonnen, startte zij in 1970 een balletschool in Baarn.
In 1971 verscheen Kuikentjes op Het Zwanenmeer (Ring discoboek)

## Voorstellingen (selectie)
| Seizoen   | Titel                       | Producent                     | Choreografie            |
| --------- | --------------------------- | ----------------------------- | ----------------------- |
| 1952-1953 | De canapé                   | Ballet van De Nationale Opera | Françoise Adret         |
| 1954-1955 | De droom van Veronique      | Ballet van De Nationale Opera | Françoise Adret         |
|           | Divertissement              | Nederlands Ballet             | Marius Petipa           |
| 1957-1958 | Roméo et Juliette           | Nederlands Ballet             | Serge Lifar             |
|           | Feestgericht                | Ballet van De Nationale Opera | Hans van Manen          |
|           | El sombrero de tres picos   | Ballet van De Nationale Opera | Léonide Massine         |
| 1958-1959 | Klein avondspel             | Nederlands Ballet             | Rudi van Dantzig        |
|           | 5 Etudes voor 11 dansers    | Nederlands Ballet             | Conrad van de Weetering |
| 1959-1960 | Giovinezza                  | Nederlands Dans Theater       | Rudi van Dantzig        |
|           | Feestgericht                | Nederlands Dans Theater       | Hans van Manen          |
|           | Septet                      | Nederlands Dans Theater       | Benjamin Harkarvy       |
|           | Truffaldino                 | Nederlands Dans Theater       | Ivo Cramer              |
|           | Balada Portuguesa           | Nederlands Dans Theater       | Ivo Cramer              |
| 1960-1961 | Klaar af                    | Nederlands Dans Theater       | Hans van Manen          |
|           | Concertino                  | Nederlands Dans Theater       | Hans van Manen          |
|           | Concertino grosso           | Nederlands Dans Theater       | Pauline Kohner          |
| 1962-1963 | Grand pas espagnol          | Nederlands Dans Theater       | Benjamin Harkarvy       |
|           | Symphony in Three Movements | Nederlands Dans Theater       | Hans van Manen          |
|           | Madrigalesco                | Nederlands Dans Theater       | Benjamin Harkarvy       |
| 1963-1964 | Opus 12                     | Holland Festival              | Hans van Manen          |
|           | Kwartet                     | Nederlands Dans Theater       | Benjamin Harkarvy       |
| 1964-1965 | Repetitie                   | Nederlands Dans Theater       | Hans van Manen          |
|           | I gelosi                    | Nederlands Dans Theater       | Benjamin Harkarvy       |
| 1993-1994 | Verliefd/Verloren           | Speelteater Gent              | Ives Thuwis             |